# Linha 1 (Metro de São Petersburgo)

Linha Kirovsko-Vyborgskaia

A linha Kirovsko-Vyborgskaia (em russo:  Ки́ровско-Вы́боргская ли́ния), também conhecida como linha 1, é uma das cinco (2011) linhas do metro de São Petersburgo, na Rússia. Foi inaugurada em 1955 e circula entre as estações de Deviatkino e Prospekt Veteranov. Tem ao todo 19 estações.